# Astrid Proll
Astrid Proll, född 29 maj 1947 i Kassel, är en tysk före detta medlem av Röda armé-fraktionen. Proll var i aktiv i RAF:s inledningsfas i början av 1970-talet. Hon är yngre syster till Thorwald Proll.
Den 2 april 1968 stacks två varuhus, Kaufhof och Schneider, i Frankfurt am Main i brand av Andreas Baader, Gudrun Ensslin, Horst Söhnlein och Astrids äldre bror Thorwald Proll. Man gjorde det i protest mot det folkmord man ansåg pågick i Vietnam. De fyra kunde tämligen omgående gripas och dömdes till tre års fängelse för mordbrand. Redan 14 månader senare släpptes kvartetten fri i väntan på rättslig omprövning. Endast Söhnlein infann sig sedan i rätten, medan Baader, Ensslin och Thorwald Proll flydde till Paris. Där fick de tre sällskap av Prolls yngre syster Astrid.
Astrid Proll greps av franska myndigheter i maj 1971, men släpptes kort därefter av psykiska skäl. Hon for till England, där hon levde under olika identiteter. Den 15 september 1978 arresterades Proll och ställdes ett år senare inför rätta för rån och urkundsförfalskning i Västtyskland. Hon dömdes till fem och ett halvt års fängelse, men förklarades senare oskyldig då anklagelserna mot henne ansågs vara falska.
Sedan början av 1980-talet har Astrid Proll verkat som fotograf och bildredaktör för bland annat Der Spiegel och TIME Magazine.